# ヒロ・トウナイ
ヒロ・トウナイ（1983年10月8日 - ）は、日本の元男性プロレスラー。大阪府出身。血液型B型。

## 経歴
2006年11月19日、KAIENTAI DOJO千葉Blue Fieldの対TAKAみちのく戦でデビュー。
2009年、同期である滝澤大志と共に、KAIENTAI DOJOという名のタッグリーグ戦を制する。
11月の後楽園ホール大会において、試合終盤突如としてパートナーの滝澤を裏切りMONSTER Plantに電撃加入、ヒールターンを果たす。翌週の大会より髪を金に染め、赤いショートタイツが赤いロングパンツに変わるなど、別人のような風貌となる。ファイトスタイルもラフ殺法を多用するようになる。
2010年12月25日の後楽園ホールでの敗者ユニット離脱4WAYタッグマッチにて大石真翔・旭志織組に敗れ、モンスター・プラントから離脱。以後半ば強制的に大石、旭と佐藤悠己と行動を共にするようになる（のちにリトル☆ギャラクシーとなる）。
2011年4月30日、旭・佐藤とのチームで千葉6人タッグ選手権王者決定トーナメントにエントリー。決勝でマリーンズマスク、梶トマト、滝澤大志組を破って初代王者となる。
2012年9月8日、この日よりプロレスリング・ノアで開催された、日テレG+杯争奪ジュニアヘビー級タッグ・リーグ戦に旭志織とタッグを組み参戦。開幕戦で、優勝チームの石森太二&小峠篤司に勝利し、優勝は逃したものの、旭と共に技能賞を獲得する。
2013年7月14日よりプロレスリング・ノアで開催された、日テレG+杯争奪ジュニア・ヘビー級タッグリーグ戦に昨年と同じく旭志織とタッグを組み参戦。その後も限定参戦しつつ継続参戦をアピール。単発ではあるが、旭とのタッグでTMDK（マイキー・ニコルス&シェイン・ヘイスト）やNO MERCY（KENTA&杉浦貴）と対戦する。
2014年1月4日、WNC主催の第2回デーブ・フィンレー杯で決勝に進み、土肥孝司を飛びつき胴締め固めで破り優勝。
5月3日、プロレスリング・ノア、ディファ有明大会にて旭志織とタッグを組み、小川良成＆ザック・セイバーJrが保持するGHCジュニアヘビー級タッグ王座に挑戦するも敗北。
7月19日、3年連続で日テレG+杯争奪ジュニア・ヘビー級タッグリーグ戦に出場。初戦で原田大輔&クワイエット・ストーム組と対戦し、旭が原田からフォールを奪い勝利する。しかし最終戦でジンゾー&ロッキー・ロボ組に敗れ決勝進出はならなかった。
2015年11月1日、梶を破り、キャリア10年目にして初のシングル王座となるUWA世界ミドル級王座を奪取。また、滝澤大志、吉野コータローと共に赤闘覇を結成し、打倒凶月を目標に掲げている。
2016年3月26日、結婚を報告。地元大阪への転居が発表。レギュラー出場は4月29日までとなる。
5月20日、大阪転居後初の試合として道頓堀プロレスに参戦。以降は道頓堀プロレスとK-DOJO大阪大会を中心に活動。
2018年5月6日、KAIENTAI DOJO千葉Blue Field大会における、vsTAKAみちのく、梶トマト組戦（パートナーは滝澤大志）をもって引退した。

## 得意技
- 払い腰
- ドロップキック
- キドクラッチ
- 腕固め
- 滝落とし

抱え式バックドロップのような体勢からのライトニングスパイラル
- 飛鳥落とし（ひちょうおとし）

ジャンピングハイキック

## 入場テーマ曲
- 初代 : CHANGE!
- 2代目 : アームキラー

## タイトル歴
- STRONGEST-K TAG王座
- 千葉6人タッグ王座
- KAIENTAI DOJOという名のタッグリーグ戦
- UWA世界ミドル級王座
- デーブ・フィンレー杯優勝

## エピソード
- 2015年からKAIENTAI DOJOの売店で手彫りのグラスを販売している。

## テレビ出演
- プロレスKING（GAORA）